# Canton de Villeneuvois et Villefranchois
Le canton de Villeneuvois et Villefranchois est une circonscription électorale française du département de l'Aveyron, créée par le décret du 21 février 2014 et entrée en vigueur lors des élections départementales de 2015.

## Histoire
Un nouveau découpage territorial de l'Aveyron entre en vigueur en mars 2015, défini par le décret du 21 février 2014, en application des lois du 17 mai 2013 (loi organique 2013-402 et loi 2013-403). Les conseillers départementaux sont, à compter de ces élections, élus au scrutin majoritaire binominal mixte. Les électeurs de chaque canton élisent au Conseil départemental, nouvelle appellation du Conseil général, deux membres de sexe différent, qui se présentent en binôme de candidats. Les conseillers départementaux sont élus pour 6 ans au scrutin binominal majoritaire à deux tours, l'accès au second tour nécessitant 12,5 % des inscrits au premier tour. En outre la totalité des conseillers départementaux est renouvelée. Ce nouveau mode de scrutin nécessite un redécoupage des cantons dont le nombre est divisé par deux avec arrondi à l'unité impaire supérieure. En Aveyron, le nombre de cantons passe ainsi de 46 à 23. Le canton de Villeneuvois et Villefranchois fait partie des vingt et un nouveaux cantons du département, deux cantons conservant leur dénomination (Saint-Affrique et Villefranche-de-Rouergue).

## Représentation
| Période élective | Période élective | Mandat | Mandat   | Identité           | Nuance | Nuance | Qualité                                                                                                |
| ---------------- | ---------------- | ------ | -------- | ------------------ | ------ | ------ | --- |
| 2015             | 2021             | 2015   | 2021     | Jean-Pierre Masbou |        | DVD    | Cadre SNCF retraité, adjoint au maire d'Ols-et-Rinhodes Élu maire de Villeneuve en juillet 2020        |
| 2015             | 2021             | 2015   | 2021     | Gisèle Rigal       |        | DVD    | Ancienne conseillère générale du canton de Montbazens, Drulhe Suppléante du sénateur Jean-Claude Luche |
| 2021             | 2028             | 2021   | en cours | Jean-Pierre Masbou |        | DVD    | Conseiller sortant                                                                                     |
| 2021             | 2028             | 2021   | en cours | Gisèle Rigal       |        | DVD    | Conseillère sortante, vice-présidente chargée de la vieillesse et du handicap                          |

### Résultats détaillés

#### Élections de mars 2015
À l'issue du 1er tour des élections départementales de 2015, deux binômes sont en ballotage : Jean-Pierre Masbou et Gisèle Rigal (DVD, 39,84 %) et Pierre Costes et Claudine Taurines (DVG, 35,98 %). Le taux de participation est de 61,63 % (5 437 votants sur 8 822 inscrits) contre 59,71 % au niveau départemental et 50,17 % au niveau national.
Au second tour, Jean-Pierre Masbou et Gisèle Rigal (DVD) sont élus avec 53,05 % des suffrages exprimés et un taux de participation de 61,71 % (2 690 voix pour 5 445 votants et 8 823 inscrits).

#### Élections de juin 2021
Le premier tour des élections départementales de 2021 est marqué par un très faible taux de participation (33,26 % au niveau national). Dans le canton de Villeneuvois et Villefranchois, ce taux de participation est de 46,18 % (4 081 votants sur 8 837 inscrits) contre 43,28 % au niveau départemental. À l'issue de ce premier tour,  le binôme constitué de Jean-Pierre Masbou et Gisèle Rigal (DVD , 74,97 %), est élu avec 74,97 % des suffrages exprimés.

## Composition
Le nouveau canton de Villeneuvois et Villefranchois est composé de vingt communes entières.
| Nom                                      | Code Insee | Intercommunalité            | Superficie (km2) | Population (dernière pop. légale) | Densité (hab./km2) | Modifier                                    |
| ---------------------------------------- | ---------- | --------------------------- | ---------------- | --------------------------------- | ------------------ | ------------------------------------------- |
| Villeneuve (bureau centralisateur)       | 12301      | CC Ouest Aveyron Communauté | 65,30            | 1 952 (2022)                      | 30                 | modifier les données · modifier les données |
| Ambeyrac                                 | 12007      | CC Ouest Aveyron Communauté | 11,24            | 181 (2022)                        | 16                 | modifier les données · modifier les données |
| Brandonnet                               | 12034      | CC du Plateau de Montbazens | 12,22            | 291 (2022)                        | 24                 | modifier les données · modifier les données |
| La Capelle-Balaguier                     | 12053      | CC Ouest Aveyron Communauté | 13,36            | 345 (2022)                        | 26                 | modifier les données · modifier les données |
| Compolibat                               | 12071      | CC du Plateau de Montbazens | 17,04            | 334 (2022)                        | 20                 | modifier les données · modifier les données |
| Drulhe                                   | 12091      | CC du Plateau de Montbazens | 18,03            | 451 (2022)                        | 25                 | modifier les données · modifier les données |
| Lanuéjouls                               | 12121      | CC du Plateau de Montbazens | 12,00            | 761 (2022)                        | 63                 | modifier les données · modifier les données |
| Maleville                                | 12136      | CC Ouest Aveyron Communauté | 36,35            | 953 (2022)                        | 26                 | modifier les données · modifier les données |
| Martiel                                  | 12140      | CC Ouest Aveyron Communauté | 46,71            | 989 (2022)                        | 21                 | modifier les données · modifier les données |
| Montsalès                                | 12158      | CC Ouest Aveyron Communauté | 12,47            | 323 (2022)                        | 26                 | modifier les données · modifier les données |
| Ols-et-Rinhodes                          | 12175      | CC Ouest Aveyron Communauté | 10,82            | 168 (2022)                        | 16                 | modifier les données · modifier les données |
| Privezac                                 | 12191      | CC du Plateau de Montbazens | 11,09            | 342 (2022)                        | 31                 | modifier les données · modifier les données |
| Saint-Igest                              | 12227      | CC Ouest Aveyron Communauté | 11,72            | 181 (2022)                        | 15                 | modifier les données · modifier les données |
| Saint-Rémy                               | 12242      | CC Ouest Aveyron Communauté | 8,98             | 307 (2022)                        | 34                 | modifier les données · modifier les données |
| Sainte-Croix                             | 12217      | CC Ouest Aveyron Communauté | 25,88            | 736 (2022)                        | 28                 | modifier les données · modifier les données |
| Salvagnac-Cajarc                         | 12256      | CC Grand-Figeac             | 23,19            | 361 (2022)                        | 16                 | modifier les données · modifier les données |
| Saujac                                   | 12261      | CC Ouest Aveyron Communauté | 12,23            | 125 (2022)                        | 10                 | modifier les données · modifier les données |
| Savignac                                 | 12263      | CC Ouest Aveyron Communauté | 15,28            | 755 (2022)                        | 49                 | modifier les données · modifier les données |
| Toulonjac                                | 12281      | CC Ouest Aveyron Communauté | 7,25             | 752 (2022)                        | 104                | modifier les données · modifier les données |
| Vaureilles                               | 12290      | CC du Plateau de Montbazens | 14,24            | 489 (2022)                        | 34                 | modifier les données · modifier les données |
| Canton de Villeneuvois et Villefranchois | 1223       |                             | 385,40           | 10 796 (2022)                     | 28                 | modifier les données                        |

## Démographie
En 2022, le canton comptait 10 796 habitants, en évolution de −0,68 % par rapport à 2016 (Aveyron : +0,37 %, France hors Mayotte : +2,11 %).
| 2013   | 2018   | 2022   |
| ------ | ------ | ------ |
| 10 691 | 10 753 | 10 796 |